# 双角蒲公英
双角蒲公英（学名：Taraxacum bicorne）为菊科蒲公英属的植物。分布于吉尔吉斯斯坦及伊朗、哈萨克斯坦以及中国大陆的新疆、青海、甘肃等地，生长于海拔330米至3,100米的地区，一般生于盐碱地、河漫滩草甸以及农田水渠旁，目前尚未由人工引种栽培。